# Босилєво (Чазма)
45°44′ пн. ш. 16°34′ сх. д. / 45.74° пн. ш. 16.57° сх. д.
Босилєво (хорв. Bosiljevo) — населений пункт у Хорватії, у Б'єловарсько-Білогорській жупанії у складі міста Чазма.

## Населення
Населення за даними перепису 2011 року становило 283 осіб.
Динаміка чисельності населення поселення: